# London Cemetery and Extension
London Cemetery and Extension  is een Britse militaire begraafplaats met gesneuvelden uit de Eerste- en Tweede Wereldoorlog, gelegen in de Franse gemeente Longueval in het departement Somme. De begraafplaats ligt 2,25 km ten noordwesten van het centrum. Ze heeft een rechthoekig grondplan en is omgeven door een haag. De begraafplaats werd oorspronkelijk ontworpen door Herbert Baker maar na de Tweede Wereldoorlog, na het bijzetten van gesneuvelden uit die oorlog, werd ze gedeeltelijk opnieuw aangelegd door Austin Blomfield.  Het Cross of Sacrifice staat centraal achteraan het terrein, op de scheidingslijn tussen de perken met de graven van beide wereldoorlogen. De Stone of Remembrance staat vooraan direct achter het toegangsgebouw. De begraafplaats wordt onderhouden door de Commonwealth War Graves Commission.
Er liggen 4.038 doden begraven. Hiervan behoren er 3.873 uit de Eerste Wereldoorlog en 165 uit de Tweede Wereldoorlog. Er zijn 3.129 doden die niet meer geïdentificeerd konden worden. Het is de derde grootste begraafplaats in het departement Somme.

## Geschiedenis

### Eerste Wereldoorlog
Tijdens de Slag aan de Somme werd voor de verovering van het nabijgelegen bos, dat men High Wood noemde, hevig gevochten. Op 15 september 1916 werd het door de 47th London Division veroverd. In april 1918 werd het echter door de Duitsers gedurende hun lenteoffensief heroverd maar in augustus kwam het terug in Britse handen.
De oorspronkelijke begraafplaats werd door de 47th (London) Division aangelegd toen ze in september 1916 hun gesneuvelden in een grote granaattrechter begroeven. Bij de wapenstilstand waren er 101 doden begraven en dit oorspronkelijk deel, de eigenlijke London Cemetery is nog bewaard tussen de toegang en het schuilgebouw van de begraafplaats. Hier worden 78 slachtoffers herdacht met een Special Memorial  omdat men de juiste locatie van hun graven niet meer kon achterhalen. Na de oorlog kwam er een forse uitbreiding door de toevoeging van geïsoleerde graven uit de omliggende slagvelden, wat als de Extension wordt aangeduid.

### Tweede Wereldoorlog
In 1946 werden opnieuw gesneuvelden begraven die verzameld werden vanuit Franse begraafplaatsen, kleine gemeentelijke begraafplaatsen, kerkhoven en geïsoleerde graven uit de omgeving. De meerderheid sneuvelde aan het begin van de Tweede Wereldoorlog en in augustus of september 1944 toen de geallieerde troepen aan hun opmars in Europa begonnen. Deze graven werden rondom het Cross of Sacrifice aangelegd.
- Onder de geïdentificeerde doden zijn er 715 Britten, 56 Canadezen, 103 Australiërs, 20 Nieuw-Zeelanders, 12 Zuid-Afrikanen, 2 Indiërs, 2 Duitsers en 2 Fransen. Voor één Brit werd een Special Memorial[2] opgericht omdat hij oorspronkelijk in Quesnoy-sur-Deule Communal Cemetery, German Extension begraven was maar waar zijn graf niet meer teruggevonden werd.

## Graven
- David Henderson, kapitein bij het 8th Bn Middlesex Regiment. Hij sneuvelde op 15 september 1916. Zijn vader was in 1916 de eerste leider van de Britse Labour Party die door de toenmalige Eerste Minister Herbert Asquith uitgenodigd werd om deel uit te maken van zijn regering.
- Op 29 april 2008 werden de stoffelijke overblijfselen van een onbekende soldaat van het Gloucestershire Regiment begraven. Deze waren toevallig door Nederlandse toeristen in de omgeving gevonden.
- William Charles Robinson, soldaat bij de Duke of Cornwall's Light Infantry heeft twee broers, James Alfred en Charles Frederick die op dezelfde dag sneuvelden en begraven liggen in Westouter Churchyard and Extension.

### Onderscheiden militairen
- Henry David Jennison, luitenant bij het Royal Armoured Corps en Gordon Sterling, luitenant bij de Scots Guards werden onderscheiden met het Military Cross (MC).
- William Hosie Dryden, sergeant bij het Canadian Army Medical Corps en George Robert Pearson, sergeant bij de Durham Light Infantry werden onderscheiden met de Distinguished Conduct Medal (DCM).
- onderluitenant William Anthony Langsdale; de sergeanten James Lindsay Greenwood, Alfred John Oliver Humphreys, Marcel Renaud en Charles W. West; korporaal Joseph Wainwright en soldaat Francis Clarence Irwin ontvingen de Military Medal (MM).

### Minderjarige militairen
- korporaal George Green, schutter Victor A. Ray en de soldaten Alexander C. Park, Albert J. Blake en Samuel Goodwin waren 17 jaar toen ze sneuvelden.

### Aliassen
- soldaat F.W. Tyrer diende onder het alias F.W. Jones bij de Canadian Infantry.
- soldaat Romolo Del Monaco diende onder het alias Ronald Bowden bij de Canadian Infantry.